# Olof Celsius de jongere

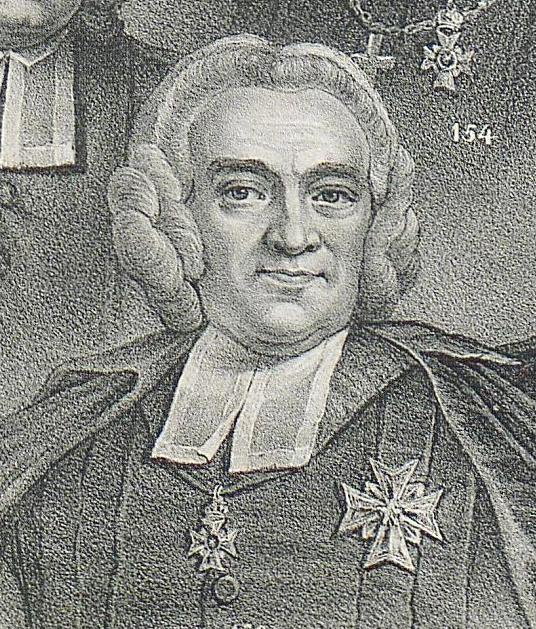
Olof Celsius de jongere (1716-1794).

Olof Celsius (de jongere) (5 december 1716 – 15 februari 1794) was een Zweeds ambtsman, politicus en historicus; hoogleraar geschiedenis aan de universiteit van Uppsala vanaf 1747, bisschop van het bisdom Lund in 1777 en lid van de Zweedse Academie vanaf 1786. Hij was de zoon van Olof Celsius de oudere en neef van Anders Celsius.
Olof Celsius werd meester in de filosofie in 1740, docent onderwijsgeschiedenis in 1742, vicebibliothecaris in 1744 en hoogleraar geschiedenis aan de universiteit van Uppsala in 1747. In het jaar 1752 werd hij gekozen tot doctor in de theologie. In 1756 werd hij in de adelstand verheven, waardoor zijn kinderen de naam von Celse aannamen. Vanaf 1777 was hij bisschop van Lund, en in 1786 ook lid van de net gestichte Zweedse Academie, waar hij zetel 3 toegewezen kreeg.